# 哥倫比亞的河馬
河馬在哥倫比亞是外來物種。在1970年代，毒梟巴勃羅·埃斯科瓦爾曾私人飼養四頭河馬，在他去世后，這四頭河馬逃逸至野外，到2019年，牠們的數目已增長到大約一百頭，引起了人們對牠們對當地野生動物和人口造成危險的擔憂，但當地政府仍未有控制河馬數目的計劃。

## 歷史
1970年代後期，哥倫比亞毒梟埃斯科瓦爾在哥倫比亞麥德林以東100公里（62英里）的住所納普勒斯莊園內，在一個私人動物園飼養了四隻河馬。在埃斯科巴死後牠們被認為難以抓住和移動，因此留在無人居住的莊園內生活。
到2007年，已增至16只，並被帶到了附近的馬格達萊納河的地區覓食。2014年初，據報告安提奧基亞省的特里溫福港有40只河馬。
2019年12月的估計人口約為90-120，其覆蓋範圍約為2250平方公里（870平方英里），現在擴展到桑坦德；預計十年內數目幾乎肯定會增加到150頭，並可能達到200多頭，而最終範圍可能超過13500平方公里（5200平方英里）。預測估計幾十年內可能會成千上萬。哥倫比亞的河馬比非洲的河馬更早達到性成熟(因沒旱季與天敵)。

## 保護問題
河馬作為引進種，大多數哥倫比亞環保人士認為河馬是有問題的入侵種，因牠們會改變原來的生態系統。2020年，一項研究表明，有河馬棲息的哥倫比亞湖泊中的營養水平和藍細菌有所增加。藍細菌可導致有毒藻類大量繁殖和水生動物死亡。儘管觀察到的變化幅度有限，但由於該物種的種群仍然很小，因此仍很引人注目(牠們也導致棲息處環境出現變化)。

## 意外
河馬也有可能對漁民和其他當地人構成嚴重威脅。有人遭到襲擊，但截至2017年，沒有人被哥倫比亞河馬殺死或重傷。
在2020年，河馬追趕並嚴重傷害了一名當地農民，這促使人們對河馬的數目增長進行了研究。

## 控制的努力
2009年，在當地政府的授權下，獵人殺死了一隻成年河馬。當死去的河馬的照片公開時，在國內外的動物權利組織之間引起了很大的爭議，進一步的撲殺計劃也停止了。
已經考慮了替代方法，但是尚未得到證實，或者困難且昂貴。在2017年，一隻野生雄性河馬被捕閹割並再次獲釋，但費用約為50,000美元。
截至2020年，地方政府尚未計劃管理數目，但已開始進一步研究其對棲息地的影響。由於數目的快速增長，環保主義者建議必須迅速制定一項管理計劃。